# سارا آدلر (بازیگر فرانسوی)
سارا آدلر (عبری: שרה אדלר‎؛ زادهٔ ۱۹۷۸) بازیگر اهل فرانسه و اسرائیل است. وی از سال ۱۹۹۹ میلادی تاکنون مشغول فعالیت بوده‌است.
از فیلم‌هایی که وی در آن نقش داشته‌است، می‌توان به عروس دریایی، ماری آنتوانت، مرمت، موسیقی ما، التیماتوم و فاکسترات اشاره کرد.